# منارگونس
منارگونس (به اسپانیایی: Menarguens) یک منطقهٔ مسکونی در اسپانیا است که در نوگورا واقع شده‌است. منارگونس ۲۰٫۲ کیلومتر مربع مساحت دارد ۲۰۵ متر بالاتر از سطح دریا واقع شده‌است.